# Hylesinus oleiperda
Espèce
Hylesinus oleiperda ou hylésine de l'olivier est une petite espèce d'insectes coléoptères (un scolyte). C'est un ravageur qui se développe sur l'olivier.
Les femelles pondent dans de petites galeries sous l'écorce de l'arbre pour donner le jour à de petites larves. Celles-ci creusent à leur tour d'autres petites galeries, ce qui a pour conséquence d'interrompre la circulation de la sève et faire dépérir l'olivier.
Il est conseillé d'éliminer les bois atteints à la suite d'un gel et de ne pas laisser sous les oliviers les bois de taille. Ces derniers seront broyés pour les branches les plus fines ou incinérés.

## Synonymie
- Hylesinus essau Gredler, 1866
- Hylesinus toranio (Danthoine, 1788)
- Hylesinus scaber Marsham, 1802
- Hylesinus suturalis W. Redtenbacher, 1842